# Monumento natural Lahuen Ñadi
El monumento natural Lahuen Ñadi es un área natural protegida de Chile, ubicada en la comuna de Puerto Montt, Región de Los Lagos y administrada por la Corporación Nacional Forestal. Fue creada en el año 2000 y tiene una superficie de 200 hectáreas (2 km²). Cuenta con los últimos bosques relictos de alerces del valle central de Chile.

## Características
El monumento natural se localiza en la depresión intermedia, aproximadamente a unos 13 km al oeste de la ciudad de Puerto Montt. El clima del sector corresponde al clima templado lluvioso con influencia mediterránea, el cual posee temperaturas moderadas entre 9 y 12 °C más altas precipitaciones reguladas por la influencia del mar con promedios anuales superiores a los 1800 mm.
La flora posee una vegetación arbórea donde la especie principal es el alerce, acompañado de coigüe, canelo, tepa, luma, arrayán y tepú, entre otras especies que corresponden a los bosques húmedos templados de la zona sur de Chile.
El sector está situado en suelos volcánicos del tipo ñadi, es decir, muy húmedos, característicos del área, rellenados con sedimentos fluvioglaciales y depósitos volcánicos cuaternarios, que se extienden entre la cordillera de la Costa y la cordillera de los Andes.

### Vida silvestre
Dado el reducido tamaño del Monumento Natural, con el adicional que los sectores aledaños han sido habilitados para la agricultura, la cercanía a centros urbanos y de carreteras de alto tráfico, no se espera que el bosque en sí, pueda servir de hábitat permanente a muchas especies. No obstante lo anterior, las especies que se pueden observar en este bosque o en su entorno inmediato son: el chucao, el hued-hued del sur, el diucón, el rayadito, la ranita de Darwin, el choroy, el monito del monte, el zorzal, la bandurria, el treile, el tiuque, el traro, la liebre y el chingue.

### Senderos
El monumento cuenta con dos senderos habilitados, denominados «Los Chucaos» y «Los Carpinteros», cuya descripción y detalles son los siguientes:
- Los Chucaos: es un sendero en circuito, es decir que se ingresa y se sale por el mismo sector. Su extensión es de 600 metros, y es de acceso universal, construido en plataforma permite el ingreso de sillas de ruedas, y tiene habilitado al inicio del sendero baños públicos y universales. Dentro de los atractivos presentes en este sendero, se puede observar y adentrarse en un bosque de alerces, con individuos de diferentes tamaños así como de la flora y fauna que coexiste en ese lugar. El mayor atractivo de este sendero es la presencia de un alerce de 1800 años.

- Los Carpinteros: es un sendero en circuito, con dificultad baja y de carácter familiar. Su extensión es de 2 km. Dentro de los atractivos presentes se destaca, el hecho de conocer una amplia variedad de ecosistemas, y estados del bosque, al inicio del sendero se ubica un bosque que ha sufrido antiguamente un proceso de explotación y corta de alerces, por lo que se ingresa en un bosque abierto, y a medida que se interna al sendero se ingresa a bosques del tipo forestal siempreverde, con presencia de coigüe, melí, ulmo, canelo y otras especies.

### Acceso
El acceso principal se realiza desde la entrada al condominio Lagunitas, en la ruta 226 (al aeropuerto el Tepual). Desde allí se ingresa hacia el norte unos 3 km por camino del predio el Rincón hasta la entrada del monumento:3.

### Problemas legales
A mayo de 2016 el monumento se encuentra en un litigio con el condominio Lagunitas por el uso del camino de acceso. Por este motivo su acceso es restringido y sólo se puede realizar en compañía de los guardaparques o de vehículos de residentes del condominio.
En resolución de fecha 29 de octubre del 2015 por la Corte de Apelaciones de Puerto Montt, se indica que a pesar de que se ha instalado un portón que obstaculiza la entrada al Monumento Natural Lahuen Ñadi, se ha estableciendo un medio de control de acceso por lo que CONAF deberá implementar algún sistema para determinar la apertura del mismo en el caso de que concurran visitantes a dicho Monumento Nacional.
Es por lo anterior, es recomendable tomar contacto previo con CONAF Puerto Montt, para asegurar el acceso al Monumento Natural Lahuen Ñadi.

## Visitantes

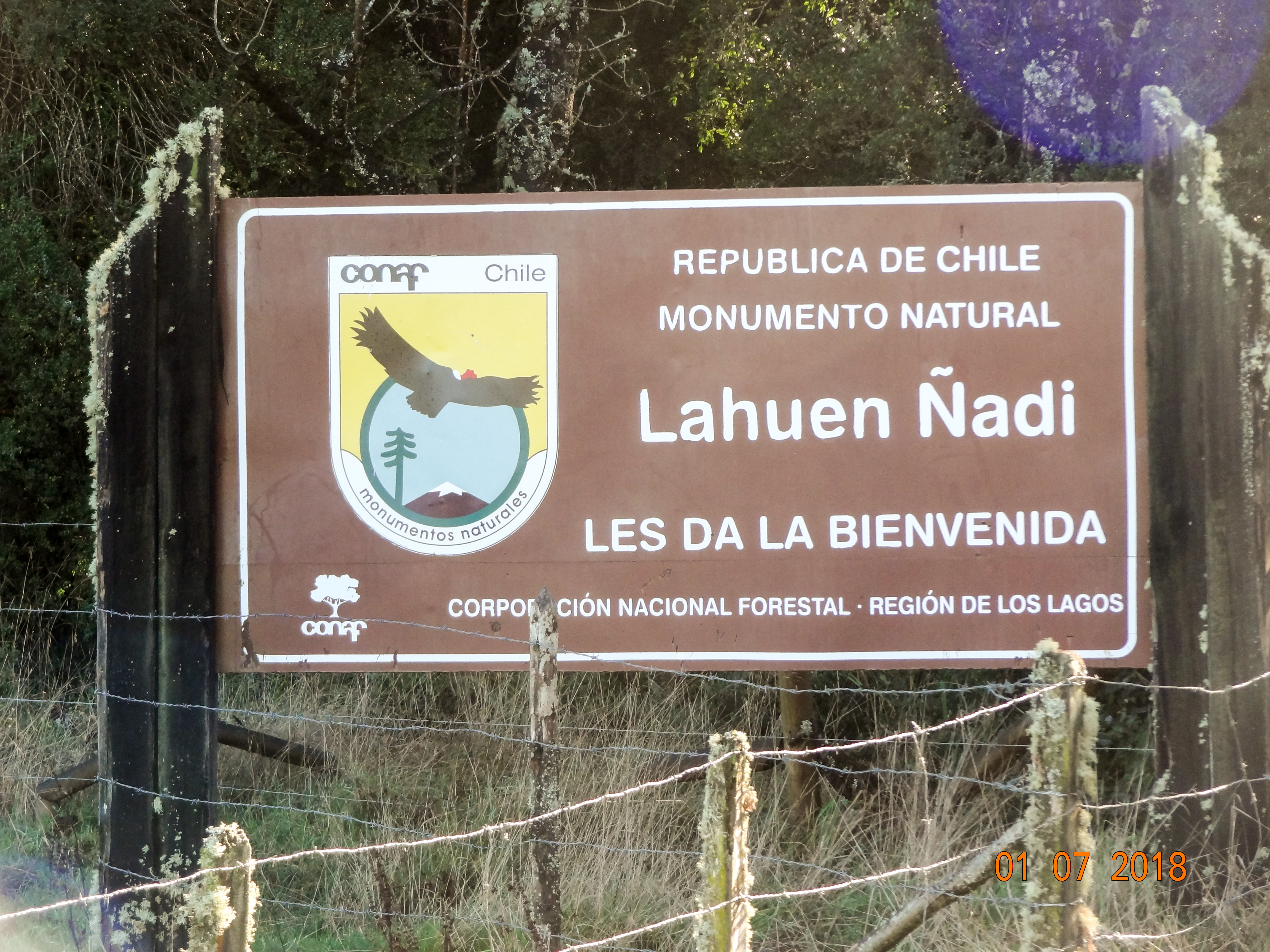
Acceso al monumento natural Lahuen Ñadi.

Este monumento natural recibe una pequeña cantidad de visitantes chilenos y extranjeros cada año. No hay datos disponibles de visitantes para el período 2007-2010.
| Año         | 2011 | 2012 | 2013 | 2014 | 2015 | 2016 | 2017 | 2018 | 2019 | 2020 | 2021 | 2022 | 2023 | 2024  |
| ----------- | ---- | ---- | ---- | ---- | ---- | ---- | ---- | ---- | ---- | ---- | ---- | ---- | ---- | ----- |
| chilenos    | 3545 | 3054 | 3680 | 5558 | 4265 | 2348 | 3389 | 4496 | 5066 | 1877 | 2934 | 6275 | 7600 | 11529 |
| extranjeros | 449  | 1219 | 1005 | 1071 | 842  | 1051 | 1479 | 1634 | 2351 | 1620 | 37   | 429  | 1214 | 873   |
| Total       | 3994 | 4273 | 4685 | 6629 | 5107 | 3399 | 4868 | 6130 | 7417 | 3497 | 2971 | 6704 | 8814 | 12402 |